# Johan Gaarder
Johan Gaarder (10 maggio 1893 – 14 luglio 1966) è stato un calciatore norvegese, di ruolo difensore.

## Carriera

### Club
Gaarder giocò con la maglia del Lyn Oslo.

### Nazionale
Conta una presenza per la Norvegia. Il 10 settembre 1922, infatti, fu in campo nel pareggio per 3-3 contro la Danimarca.